# Crotalaria excisa
Crotalaria excisa là một loài thực vật có hoa trong họ Đậu. Loài này được (Thunb.) Baker f. miêu tả khoa học đầu tiên.